# M.I Parseval

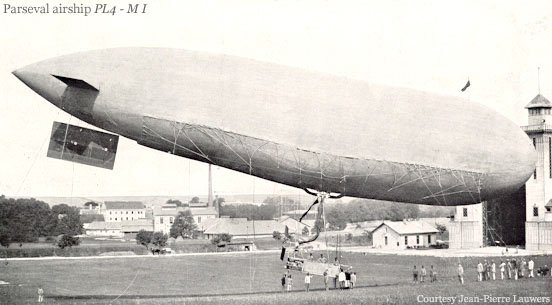
PL IV-M I in Fischamend

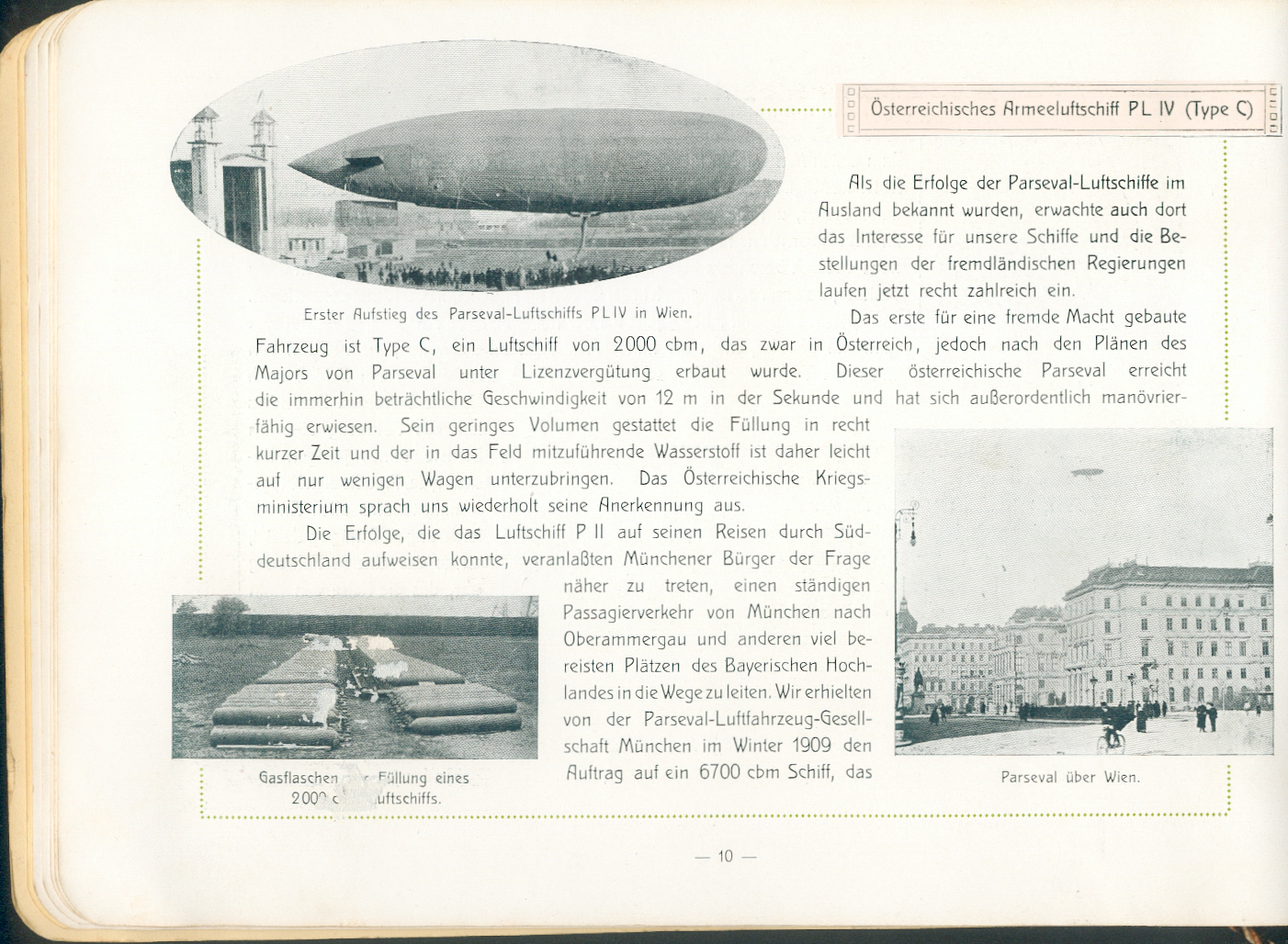
Parseval-Broschüre

Das k.u.k. M.I Parseval war ein Prallluftschiff mit zwei Ballonetts. Seine Erstfahrt fand am 26. November 1909 in Fischamend statt. Es war das erste Luftschiff der k.u.k. Luftschifferabteilung. Die Konstruktion erfolgte auf Grundlage von Plänen des preußischen Majors August von Parseval. Das M.I Parseval war in der Körtinghalle der Militär-Aëronautischen Anstalt Fischamend stationiert. Das für Übungsfahrten und Forschung dienende Luftschiff bot fünf Besatzungsmitgliedern Platz.

## Technische Daten
| Hersteller              | Österreichische Motor-Luftfahrzeuggesellschaft                                                    |
| Ballonhülle             | Österreichisch-Amerikanische Gummiwarenfabrik                                                     |
| Motor und Motorengondel | Daimlerwerke Wiener Neustadt                                                                      |
| Länge                   | 49 m                                                                                              |
| Durchmesser             | 8,9 m                                                                                             |
| Traggasinhalt           | 2400 m³                                                                                           |
| Gesamtmasse             | 2550 kg                                                                                           |
| Maximalgeschwindigkeit  | 45 km/h                                                                                           |
| Reisegeschwindigkeit    | 40 km/h                                                                                           |
| Gipfelhöhe              | 1150 m                                                                                            |
| Reichweite              | 300 km                                                                                            |
| Motorisierung           | 1 Austro-Daimler, 70 PS (ca. 50 kW), mit dreiflügeliger Luftschraube mit Ø 3,5 m, Stoffbespannung |

## Trivia

Oberleutnant Hans Hauswirth (1878–1914) vor der Gondel des Luftschiffes Parseval (um 1912)

Bei der Erstfahrt waren neben dem Kommandanten Oberleutnant von Berlepsch folgende Persönlichkeiten an Bord: Oberingenieur Kiefer, Deutsche Luftschiffahrts-Aktiengesellschaft, Direktor Ferdinand Porsche, Austro-Daimler Motorengesellschaft und Hauptmann Franz Hinterstoisser, Kommandant der Militär-Aëronautischen Anstalt Fischamend. Diese führte von Fischamend Richtung Reichshaupt- und Residenzstadt Wien und über Schönbrunn zurück nach Fischamend. Das M.I Parseval umkreiste dabei den Wiener Stephansdom. Es wurde berichtet, dass Kaiser Franz Joseph mit einem Fernglas von einem Fenster seines Arbeitskabinetts im Reichstrakt der Hofburg den Bewegungen des Luftschiffs zugesehen hat. Ihm wurde ein distanziertes Verhältnis zu neuen Waffengattungen, wie Luftschiffen und Flugmaschinen, nachgesagt. Umso mehr trug die Fahrt des Parseval über Wien zu großer Popularisierung der Luftschifffahrt in Österreich bei.
In Fischamend erinnert heute die Parsevalstraße samt Hinweisschild an das M.I Parseval. Sie verläuft im Gebiet der ehemaligen Militär-Aëronautischen Anstalt unweit von Luftschiffhalle und Flugfeld.